# ニコラス・ブロ
ニコラス・ブロ（Nicolas Bro、1972年3月16日 - ）はデンマークの俳優。

## 略歴
1972年に俳優一家に生まれる。父は俳優のクリストファ・ブロ、母は女優のヘレ・ヘルツ、兄は俳優のアナス・ピーター・ブロ、妹は女優のラウラ・ブロ。
また、女優のヴィガ・ブロは叔母（父の妹）、女優のローネ・ヘルツは伯母（母の姉）、俳優のトニー・ロディアンは伯父（母の兄）、伯母ローネの息子で俳優のスティーン・スティグ・ロンマーは従兄。
1994年から1998年までデンマーク国立舞台芸術学校で学び、1994年に初舞台を踏み、1999年に劇作家としてデビューする。
デンマークの演劇賞では、1999年にタレント賞、2002年に助演男優賞を受賞し、2007年および2008年にはデンマーク王立劇場の2作品で主演男優賞を受賞している。
2011年にはスティーヴン・スピルバーグ監督のハリウッド映画『戦火の馬』に出演している。

## 主な出演作品

### 映画
- 恋に落ちる確率 Reconstruction (2003)
- アダムズ・アップル Adams æbler (2005)
- 戦火の馬 War Horse (2011)
- アントボーイ Antboy (2013) ※日本劇場未公開
- メン&チキン Mænd & høns (2015) ※日本では2016年2月に開催の「トーキョーノーザンライツフェスティバル2016」にて上映[2][3]
- ドミノ 復讐の咆哮 Domino (2019)
- ライダーズ・オブ・ジャスティス Retfærdighedens Ryttere (2020)

### テレビドラマ
- THE KILLING/キリング Forbrydelsen (2009) ※シーズン2
- THE BRIDGE/ブリッジ Bron/Broen (2015) ※シーズン3